# غاري بوكالي

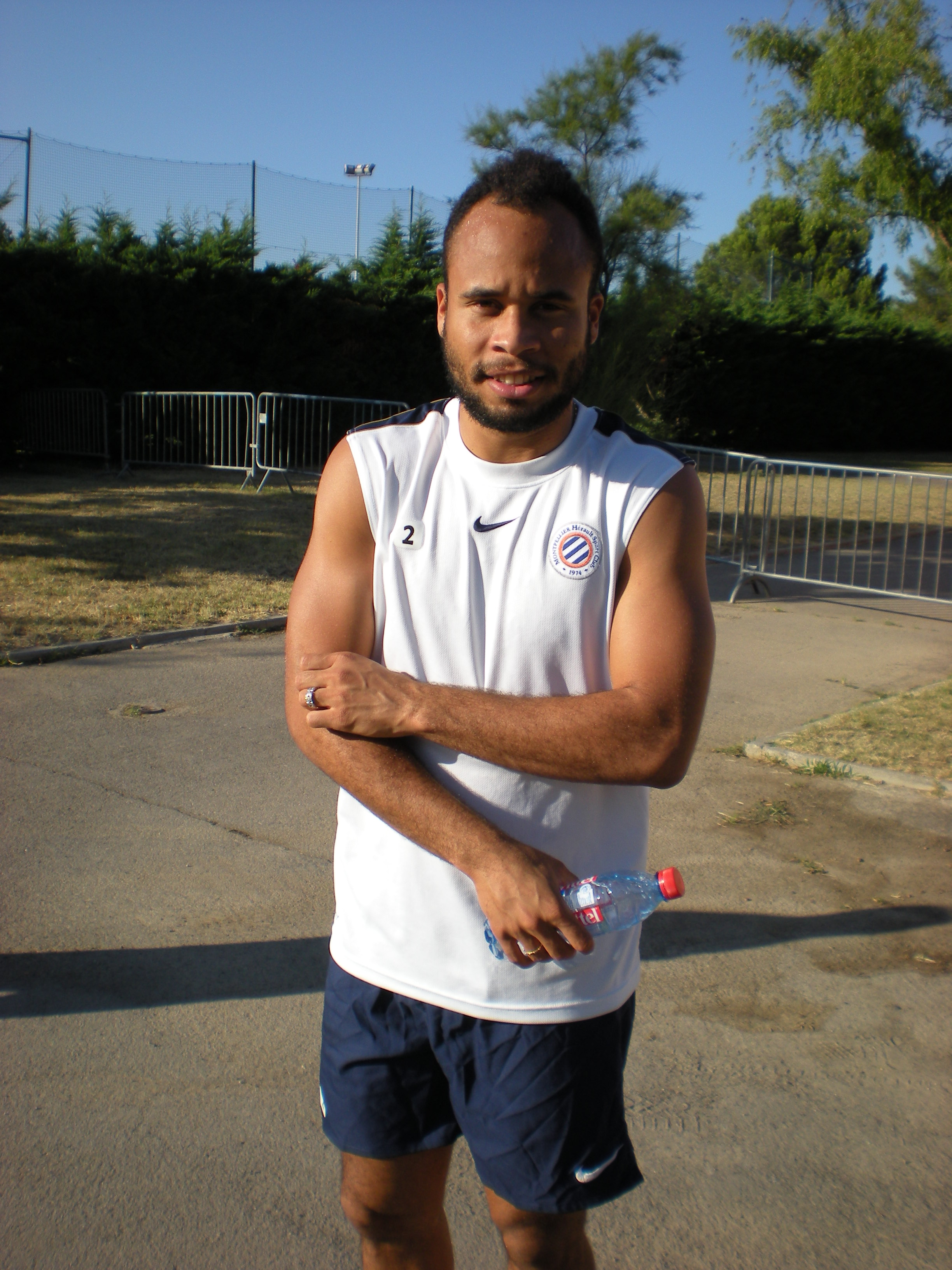

غاري بوكالي (بالفرنسية: Garry Bocaly)‏ (مواليد 19 أبريل 1988 في شولتشر - فرنسا) لاعب كرة قدم فرنسي يلعب حاليا لصالح نادي الدرجة الأولى مونبيلييه الفرنسي منذ 2010 في مركز الظهير الأيمن.

## روابط خارجية
- غاري بوكالي على موقع رابطة كرة القدم الفرنسية للمحترفين (الإنجليزية)
- غاري بوكالي على موقع إي إس بي إن إف سي (الإنجليزية)
- غاري بوكالي على موقع قاعدة بيانات كرة القدم.إي يو (الإنجليزية)
- غاري بوكالي على موقع بيانات كرة القدم. دي إي (الألمانية)
- غاري بوكالي على موقع ليكيب (الفرنسية)
- غاري بوكالي على موقع Soccerway.com (الإنجليزية)
- غاري بوكالي على موقع عالم كرة القدم.نت (الإنجليزية)
- غاري بوكالي على موقع AS.com (الإسبانية)